# Калькау, Абрам Яковлевич
Абрам (Авраам) Яковлевич Калькау (1779, Москва — 1812, Харьков) — профессор медицинского факультета Харьковского университета.

## Биография
Родился в 1779 году в Москве в семье аптекаря Якова Калкау (?—1801); его «аптека помещена в каменном доме о двух с половиной жильях» на месте нынешнего ресторана «Арагви» на Тверской улице, дом 6, строение 2. 
В период 1776—1795 годов учился в Ревельской и Московской гимназиях. По окончании последней поступил на медицинский факультет Московского университета, но через год перевёлся в Йенский университет. Затем посещал лекции в Лейпцигском и Виттенбергском университетах, и в Виттенберге 30 апреля 1802 года получил степень доктора философии. Затем окончил медицинский факультет Гёттингенского университета, где получил степень доктора медицины и хирургии.
Ещё до официального открытия Харьковского университета, Калькау изъявил желание преподавать в нём и в 1805 году был принят в штат, но до 1807 года оставался в Берлине. В это время он стал членом Гёттингенского общества повивального искусства и Московского общества испытателей природы.
Поскольку регулярных занятий на медицинском факультете Харьковского университета из-за отсутствия студентов ещё не было, приехав в 1808 году в Харьков, Калькау по поручению Совета университета стал заниматься обработкой энциклопедии и методологии медицины. До 1811 года он был адъюнктом, поскольку даже 2 учёные степени, полученные им за границей, не давали ему право профессорства в российских университетах без представления нового учёного сочинения. Такую работу под названием «Introductio in stadium medicum» («Введение в медицинскую науку») он представил на рассмотрение медицинского факультета в 1811 году и был избран экстраординарным профессором. Однако вскоре, 26 января (7 февраля) 1812 года умер.

## Источник
- Лесовой В. Н., Перцева Ж. Н. Начало медицинского факультета Императорского Харьковского университета // UNIVERSITATES. Наука и просвещение : научно-популярный журнал. — 2006. — № 1. — С. 34—42.